# ハリケーンラン
ハリケーンラン (Hurricane Run) は、アイルランドで生まれ、フランスで調教を受けた競走馬である。2005年に凱旋門賞、アイリッシュダービーなどに優勝し、カルティエ賞年度代表馬に選出された。
母ホールドオンはドイツ産で、ハリケーンランはその6番仔として生まれた。半兄にドイツでG3に勝ったハイビスカスがいる。一方、父モンジューから見れば初年度産駒となる。

## 戦績

### 2歳・3歳時代
2歳シーズンをベルヴィユ賞1着のみで終えると、翌春には3馬身差でフェリエーレ賞、5馬身差でオカール賞 (G2) と勝ち進み、1番人気でジョッケクルブ賞（フランスダービー・G1）に出走した。しかし、前走プール・デッセ・デ・プーラン（フランスの2000ギニーに相当）を制し、2番人気に推されていたシャマルダルを、仕掛けに手間取ったことも影響しクビ差捕らえきれず2着に敗れてしまった。このレースの後に世界的馬主グループ・クールモアにトレードされ、鞍上をそれまでのクリストフ・スミヨンからクールモアの主戦騎手キーレン・ファロンにスイッチして臨んだアイリッシュダービー (G1) ではスコーピオンを半馬身差下し初G1制覇を飾る。
秋は、まず前哨戦ニエル賞 (G2) を3馬身差で勝利し凱旋門賞 (G1) へと向かう。凱旋門賞では1番人気は牝馬のシャワンダに譲ったが、直線で包まれてしまう不利をものともせず、最内を突いて末脚を発揮すると、ウェスターナー以下を一気に2馬身差突き放し優勝した。この勝利が決め手となりカルティエ賞年度代表馬・最優秀3歳牡馬に選出され、さらに2005年ワールド・サラブレッド・レースホース・ランキングでも世界一となる130ポンドを獲得した。凱旋門賞後はブリーダーズカップ・ターフへと向かうプランもあったが、体調を崩したことから回避した。

### 古馬時代
2006年度シーズンは5月28日、カラ競馬場のタタソールズゴールドカップ (G1) から始動する。
同馬との対戦と、連日の雨により悪化した馬場が嫌われ、わずか3頭立ての競走となったが、アレクサンダーゴールドランに7馬身の差を付けて勝利した。続く次走、6月25日サンクルー競馬場でのサンクルー大賞（6頭立て）ではクリストフ・ルメール騎乗の6歳牝馬プライドにゴール寸前で差し切られ頭差の2着に敗れたが、その後7月29日に行われたキングジョージ6世&クイーンエリザベスダイヤモンドステークス (G1) では、勝負所の最終コーナーでは反応の悪いところを見せたが、そこから鋭く伸びて、エレクトロキューショニストと日本のハーツクライを差し切って勝利した。なお、このレースではイギリスでの騎乗停止処分を受けた主戦ファロンに代わり、スミヨンがジョッケクルブ賞以来となる手綱を取っている。
秋になり、再び鞍上をファロンに戻してフォワ賞 (G2) へ参戦。同じアンドレ・ファーブル厩舎のシロッコとの叩き合いの末にクビ差の2着に敗れた。連覇を狙った凱旋門賞ではこれも同厩舎の3歳馬レイルリンクが優勝。ハリケーンランは直線に入る前から手ごたえが悪く、前が詰まるの不利などもあって4位入線に止まり、後にディープインパクトの失格に伴い3着に繰り上げられたものの、このレースでデビュー以来初めて連対を外した。続いて出走した10月14日のニューマーケット競馬場でのチャンピオンステークスでは、父モンジューの主戦だったマイケル・キネーンを鞍上に先行するが、直線で再びプライドに交わされ、ロブロイにも先着されて3着に敗れた。その後、チャーチルダウンズ競馬場で行われたブリーダーズカップ・ターフにスミヨン騎乗で出走したが、1着馬レッドロックスから5馬身半差の6着に終わっている。このレースをもって引退した。

## 競走成績
| 出走日     | 競馬場             | 競走名           | 格 | 距離      | 着順 | 騎手       | 1着（2着）馬        |
| ---------- | ------------------ | ---------------- | -- | --------- | ---- | ---------- | ------------------- |
| 2004.10.21 | ロンシャン         | ベルヴィユ賞     |    | 芝1800m   | 1着  | C.スミヨン | (Paramount)         |
| 2005.04.15 | ロンシャン         | フェリエーレ賞   |    | 芝2200m   | 1着  | C.スミヨン | (Warning Sign)      |
| 0000.05.09 | ロンシャン         | オカール賞       | G2 | 芝2200m   | 1着  | C.スミヨン | (Silver Cross)      |
| 0000.06.05 | シャンティ         | ジョッケクルブ賞 | G1 | 芝2100m   | 2着  | C.スミヨン | Shamardal           |
| 0000.06.26 | カラ               | 愛ダービー       | G1 | 芝12f     | 1着  | K.ファロン | （Scorpion）        |
| 0000.09.11 | ロンシャン         | ニエル賞         | G2 | 芝2400m   | 1着  | K.ファロン | (Runaway)           |
| 0000.10.02 | ロンシャン         | 凱旋門賞         | G1 | 芝2400m   | 1着  | K.ファロン | (Westerner)         |
| 2006.05.28 | カラ               | タタソールズGC   | G1 | 芝10f110y | 1着  | K.ファロン | (Alexander Goldrun) |
| 0000.06.25 | サンクルー         | サンクルー大賞   | G1 | 芝2400m   | 2着  | K.ファロン | Pride               |
| 0000.07.29 | アスコット         | KGVI&QEDS        | G1 | 芝12f     | 1着  | C.スミヨン | (Electrocutionist)  |
| 0000.09.10 | ロンシャン         | フォワ賞         | G2 | 芝2400m   | 2着  | K.ファロン | Shirocco            |
| 0000.10.01 | ロンシャン         | 凱旋門賞         | G1 | 芝2400m   | 3着* | K.ファロン | Rail Link           |
| 0000.10.14 | ニューマーケット   | チャンピオンS    | G1 | 芝10f     | 3着  | M.キネーン | Pride               |
| 0000.11.04 | チャーチルダウンズ | BCターフ         | G1 | 芝12f     | 6着  | C.スミヨン | Red Rocks           |

*2006年の凱旋門賞は4位入線後、3位入線のディープインパクトの失格に伴い3着に繰り上がった。

## 競走馬としての特徴
父モンジューとの類似点
ハリケーンランはG1を合計4勝（アイリッシュダービー、凱旋門賞、タターソールズゴールドカップ、キングジョージ6世&クイーンエリザベスダイヤモンドステークス）しているが、そのいずれもが父モンジューとの親子制覇である。この2頭はジョッケクルブ賞以後の出走レースがモンジューのジャパンカップを除けば全く同じで、4歳の春までは完璧に近い着順を残しながらその秋にはやや精彩を欠いたという競走成績も父と似通っている。
レーススタイル
同馬はコースの内側から仕掛けないと伸びないことが多く、古馬になってから臨んだ凱旋門賞でも内側から差そうとして進路がなくなるということがあった。

## 種牡馬時代
2007年よりはアイルランドのクールモアスタッドで種牡馬入り。初年度の種付け料は3万ユーロ。2013年よりドイツのアマーラント牧場で繋養される。
日本では初年度産駒のロッコウオロシが美浦の堀井雅広厩舎所属で競走馬登録されたが1度も走ることなく登録抹消となった。その後、2011年から2014年までレックススタッドで種牡馬として供用された。
2016年12月14日、繋養先の牧場で死亡。

### 主な産駒
- Ectot / エクト - クリテリウム・アンテルナシオナル
- Magic Hurricane / マジックハリケーン - メトロポリタンハンデキャップ
- ロッコウオロシ（種牡馬）

### ブルードメアサイアーとしての主な産駒
- Aunt Pearl / アントパール - ブリーダーズカップ・ジュヴェナイルフィリーズターフ
- Dalika / ダリカ - ビヴァリーD・ステークス
- Beaute Cachee / ボーテカシェ - ジェニーワイリーステークス

## 血統表
| ハリケーンランの血統（サドラーズウェルズ系 / Native Dancer5×5=6.25%） | ハリケーンランの血統（サドラーズウェルズ系 / Native Dancer5×5=6.25%） | ハリケーンランの血統（サドラーズウェルズ系 / Native Dancer5×5=6.25%） | （血統表の出典）  | （血統表の出典） |
| 父 Montjeu 1996 鹿毛                                                  | 父の父Sadler's Wells 1981 鹿毛                                        | Northern Dancer                                                       | Nearctic          | Nearctic         |
| 父 Montjeu 1996 鹿毛                                                  | 父の父Sadler's Wells 1981 鹿毛                                        | Northern Dancer                                                       | Natalma           |                  |
| 父 Montjeu 1996 鹿毛                                                  | 父の父Sadler's Wells 1981 鹿毛                                        | Fairy Bridge                                                          | Bold Reason       | Bold Reason      |
| 父 Montjeu 1996 鹿毛                                                  | 父の父Sadler's Wells 1981 鹿毛                                        | Fairy Bridge                                                          | Special           |                  |
| 父 Montjeu 1996 鹿毛                                                  | 父の母Floripedes 1985 鹿毛                                            | Top Ville                                                             | High Top          | High Top         |
| 父 Montjeu 1996 鹿毛                                                  | 父の母Floripedes 1985 鹿毛                                            | Top Ville                                                             | Sega Ville        |                  |
| 父 Montjeu 1996 鹿毛                                                  | 父の母Floripedes 1985 鹿毛                                            | Toute Cy                                                              | Tennyson          | Tennyson         |
| 父 Montjeu 1996 鹿毛                                                  | 父の母Floripedes 1985 鹿毛                                            | Toute Cy                                                              | Adele Toumignon   |                  |
| 母 Hold On 1991 栗毛                                                  | 母の父Surumu 1974 栗毛                                                | Literat                                                               | Birkhahn          | Birkhahn         |
| 母 Hold On 1991 栗毛                                                  | 母の父Surumu 1974 栗毛                                                | Literat                                                               | Lis               |                  |
| 母 Hold On 1991 栗毛                                                  | 母の父Surumu 1974 栗毛                                                | Surama                                                                | Reliance          | Reliance         |
| 母 Hold On 1991 栗毛                                                  | 母の父Surumu 1974 栗毛                                                | Surama                                                                | Suncourt          |                  |
| 母 Hold On 1991 栗毛                                                  | 母の母Hone 1974 栗毛                                                  | Sharpen Up                                                            | *Atan             | *Atan            |
| 母 Hold On 1991 栗毛                                                  | 母の母Hone 1974 栗毛                                                  | Sharpen Up                                                            | Rocchetta         |                  |
| 母 Hold On 1991 栗毛                                                  | 母の母Hone 1974 栗毛                                                  | Lucy                                                                  | Sheshoon          | Sheshoon         |
| 母 Hold On 1991 栗毛                                                  | 母の母Hone 1974 栗毛                                                  | Lucy                                                                  | Laverock F-No.1-l |                  |